# Троицкий сельсовет (Тамбовская область)
Троицкий сельсовет — сельское поселение в Мучкапском районе Тамбовской области Российской Федерации.
Административный центр — село Троицкое.

## История
Статус и границы сельского поселения установлены Законом Тамбовской области от 17 сентября 2004 года № 232-З «Об установлении границ и определении места нахождения представительных органов муниципальных образований в Тамбовской области».

## Население
| 2010 | 2012 | 2013 | 2014 | 2015 | 2016 | 2017 |
| ---- | ---- | ---- | ---- | ---- | ---- | ---- |
| 680  | ↘634 | ↗635 | ↘626 | ↗639 | ↘558 | ↘525 |
| 2018 | 2019 | 2020 | 2021 |      |      |      |
| ↘504 | ↘475 | ↘470 | ↘356 |      |      |      |

## Состав сельского поселения
| № | Населённый пункт                     | Тип населённого пункта       | Население |
| - | ------------------------------------ | ---------------------------- | --------- |
| 1 | Владимировка                         | деревня                      | 125       |
| 2 | Калиновка                            | деревня                      | 75        |
| 3 | Лихачи                               | деревня                      | 6         |
| 4 | Ольшанка                             | деревня                      | 18        |
| 5 | Покровка                             | село                         | 116       |
| 6 | Репище                               | посёлок                      | 2         |
| 7 | Троицкое                             | село, административный центр | 304       |
| 8 | Уваровский                           | посёлок                      | 33        |
| 9 | Центральная усадьба совхоза «Победа» | посёлок                      | 1         |